# 169. østlige længdekreds
Den 169. østlige længdekreds (eller 169 grader østlig længde) er en længdekreds, der ligger 169 grader øst for nulmeridianen. Den løber gennem Ishavet, Asien, Stillehavet, det Sydlige Ishav og Antarktis.